# Эллиот, Генри Майерс
Генри Майерс Эллиот (англ. Henry Miers Elliot; 1 марта 1808[…], Вестминстер, Большой Лондон — 20 декабря 1853, Мыс Доброй Надежды, Капская колония) — британский историк, индолог.
Провёл большую часть жизни на службе в Британской Ост-Индской компании, занимая различные должности по гражданскому ведомству.
Деятельно помогал генерал-губернаторам Гардингу и Дальгоузи во время их борьбы с сикхами и завоевания Пенджаба и Гуджарата.